# جيمس ليفينغستون (عسكري)
جيمس ليفينغستون (بالإنجليزية: James Livingston)‏ هو عسكري أمريكي، ولد في 25 مارس 1747 في ألباني في الولايات المتحدة، وتوفي في 9 مارس 1832 في Saratoga, New York ‏ في الولايات المتحدة.